# بیور کریک (ایلینوی)
بیور کریک (به انگلیسی: Beaver Creek) یک منطقهٔ مسکونی در ایالات متحده آمریکا است که در شهرستان باند، ایلینوی واقع شده‌است. بیور کریک ۱۵۳٫۰۱ متر بالاتر از سطح دریا واقع شده‌است.